# Laura Nureldin
Laura Anca Mariam Nureldin (n. 11 octombrie 1979, Iași, România) este o jurnalistă. În trecut, aceasta a fost prezentator la Antena 3, de unde a demisionat în 2018, iar prezentator TV al Observatorului de pe postul Antena 1, unde a demisionat în 2024.
Tatăl ei este de origine sudaneză.

## Carieră
Aceasta a lucrat pentru Antena 3, Realitatea TV, Național TV și TVR 1. În prezent lucrează la Antena 1.